# Максимален риск
„Максимален риск“ (на английски: Maximum Risk) е американски екшън трилър от 1996 г. на режисьора хонгконгския режисьор Ринго Лам в неговия режисьорски дебют в американското кино, сценарият е на Лари Фъргюсън, и главните роли се изпълняват от Жан-Клод Ван Дам и Наташа Хенстридж. Премиерата на филма е в Съединените щати на 13 септември 1996 г. от Кълъмбия Пикчърс чрез Сони Пикчърс Релийзинг.